# 불꽃 놀이 은하
불꽃 놀이 은하(Fireworks Galaxy, NGC 6946)는 세페우스자리와 백조자리에 있는 나선 은하이다. 전형적인 앞 에서-본-나선 은하(face-on spiral galaxy)로서 1798년 윌리엄 허셜(William Herschel)이 처음 발견하였다.

## 국부 은하군 후보
이 은하는 우리 은하에 이웃한 천체로써, 국부 은하군(Local Group)의 후보로 등록되었지만 아직 일원으로 확정되지 않은 은하이기도 하다.

## 폭발적 항성 생성
NGC 6946은 비교적 독립된 은하이면서도 별의 탄생이 엄청나게 많이 일어나고 있으며, 위 사진처럼 밝은 푸른 별들과 붉은 발광 성운, 빠르게 움직이는 은하 원반의 가스 덩어리에 의해 역동적인 나선팔을 만들어내고 있다.

## 초신성
또한 1917년부터 지금 까지 10번의 초신성 폭발(SN 1917A, SN 1939C, SN 1948B, SN 1968D, SN 1969P, SN 1980K, SN 2002hh, SN 2004et, SN 2008S, SN 2017eaw)이 기록되어 있으며, 남쪽 바람개비 은하의 6번 기록보다 많다. 즉 지난 100년을 1분으로 본다면 약 10초마다 초신성 폭발이라는 불꽃 놀이를 구경한 것과 같다.

## 같이 보기
- IC 342